# Rachel Korine
Pour les articles homonymes, voir Korine.
Rachel Anna Simon Korine, née le 4 avril 1986 à Nashville, est une actrice américaine.

## Biographie
Elle est surtout connue pour avoir incarné le rôle de Cotty dans le film dramatique Spring Breakers (2013), réalisé par son mari, aux côtés de Selena Gomez, Vanessa Hudgens, Ashley Benson et James Franco

### Vie privée
Depuis février 2007, elle est mariée au réalisateur Harmony Korine et, ensemble, ils ont une fille Lefty Bell Korine (née le 21 novembre 2008), et un garçon (né en 2017).

## Filmographie

### Cinéma
- 2007 : Mister Lonely de Harmony Korine : le Petit Chaperon rouge
- 2009 : Trash Humpers de Harmony Korine : Momma
- 2009 : The Dirty Ones de Brent Stewart (court métrage) : Kitty
- 2011 : Septien de Michael Tully : Savannah
- 2012 : The Fourth Dimension segment Lotus Community Workshop de Harmony Korine : Rach
- 2012 : Spring Breakers de Harmony Korine : Cotty
- 2013 : Druid Peak de Marni Zelnick : Zoé
- 2015 : Men Go to Battle de Zachary Treitz : Betsy Small

### Télévision
- 2014-2015 : The Knick (série télévisée) : Junia